# San Millán de Lara
San Millán de Lara község Spanyolországban, Burgos tartományban. San Millán de Lara Riocavado de la Sierra, Jaramillo de la Fuente, Jaramillo Quemado, Villaespasa, Tinieblas de la Sierra és Pineda de la Sierra községekkel határos. Lakosainak száma 61 fő (2024).

## Népesség
A település népessége az utóbbi években az alábbiak szerint változott:
| Lakosok száma | 74   | 82   | 78   | 75   | 74   | 79   | 79   | 76   | 69   | 61   |
|               | 2001 | 2004 | 2006 | 2009 | 2011 | 2014 | 2016 | 2019 | 2021 | 2024 |